# Johannes Bruckenberger
Johannes Bruckenberger (* 12. Februar 1968 in Bad Ischl, Oberösterreich) ist ein österreichischer Journalist. Er war von Jänner 2019 bis Oktober 2023 Chefredakteur der Austria Presse Agentur (APA). Mit 1. Dezember 2023 wurde er Chefredakteur im ORF-Newsroom.

## Leben
Nachdem Bruckenberger seine Schullaufbahn mit der Matura auf einer HAK abgeschlossen hatte, studierte er einige Semester Betriebswirtschaftslehre, Publizistik- und Kommunikationswissenschaft sowie Politikwissenschaft.
Bruckenberger startete seine journalistische Laufbahn bei der Salzkammergut Zeitung, er arbeitet seit 1994 für die APA. Er war zunächst in den Journalen Medien, Bildung, Forschung und im Chronik-Ressort als freier Mitarbeiter engagiert, ab 1998 war er Medienredakteur. Im Jahr 2000 wurde Bruckenberger Chef vom Dienst und ab 2004 stellvertretender Chefredakteur der Nachrichtenagentur. 2016 wurde Bruckenberger Chef des Innenpolitik-Ressorts, er übernahm dieses von Katharina Schell. Ab 1. Jänner 2019 war er schließlich Chefredakteur der APA, er folgte damit Michael Lang auf dieser Position nach.
Von 2005 bis 2015 war er außerdem Lehrbeauftragter an der Universität Wien sowie an weiteren Fachhochschulen. Er ist ferner Mitbegründer und Vorstandsmitglied bei der Initiative für Qualität im Journalismus und war mehrmals Mitglied der Fachjury bei der Romy.
Ebenfalls war er Mitglied im Präsidium des Friedrich Funder Instituts, der ÖVP-Medienschule. Im September 2024 erklärte Bruckenberger in einem Interview, dass er sich "vor einiger Zeit" aus dem Institut zurückgezogen habe, "weil es sich in einem zunehmend polarisierten politmedialen Umfeld für mich als unabhängigen Journalisten nicht mehr stimmig angefühlt hat, dort dabei zu sein."
Im Oktober 2023 folgte ihm Maria Scholl als APA-Chefredakteurin nach. Mit 1. Dezember 2023 wurde er neben Gabriele Waldner-Pammesberger und Sebastian Prokop zu einem der drei Chefredakteure im ORF-Newsroom bestellt. Bruckenberger wurde Chefredakteur der Chefredaktion Sendungs- und Plattformteams.

## Auszeichnungen
- Journalist des Jahres 2019 und 2022 in der Kategorie Chefredakteur[17][18]